# Snežeče
Snežeče este o localitate din comuna Brda, Slovenia, cu o populație de 45 de locuitori.